# Dhaka Medical College and Hospital
Dhaka Medical College and Hospital (DMCH), im Jahr 1946 während der britischen Kolonialherrschaft gegründet, ist eine medizinische Hochschule in Dhaka.
Die Hochschule liegt in der Innenstadt zwischen der University of Dhaka und der Bangladesh University of Engineering and Technology.